# Славутич (железнодорожная станция)
Славутич — грузопассажирская промежуточная железнодорожная станция 3 класса Киевской дирекции Юго-Западной железной дороги на линии Чернигов—Овруч между станциями Жукотки (17 км) и Неданчичи (8 км).
Расположена в Черниговском районе возле, но вне городской черты Славутича (Киевская область).

## История
В 1930 году на новой ж/д линии Чернигов — Овруч был открыт разъезд Нерафа. Когда после аварии на ЧАЭС было решено построить вместо города Припять — новый город для работников станции, выбрали свободные земли у разъезда Нерафа.
В течение 1987 — 1988 годов, на месте разъезда, было построено станцию Славутич. Электрифицировано линию в 1988 году.

## Пассажирское сообщение
На станции останавливаются пригородные поезда до станций Киев, Йолча, Неданчичи, Чернигов и Фастов .
Станция оборудована высокими платформами, откуда кроме пригородных поездов отправляются служебные электропоезда Славутич — Семиходы для работников ЧАЭС .